# Darroll Powe
Darroll Powe (né le 22 juin 1985 à Kanata, dans la province de l'Ontario au Canada) est un joueur professionnel canadien de hockey sur glace.

## Carrière de joueur
Après quatre saisons avec les Tigers de l'Université Princeton, il signa avec les Phantoms de Philadelphie au terme de la saison 2006-2007. Il y récolta quatre points en 11 parties. À sa première saison complète chez les professionnels, il connut une saison de 23 points et fut reconnu pour son jeu robuste, cumulant 133 minutes de pénalité. Ces performances sur glace lui ouvrirent les portes de la Ligue nationale de hockey. Il signa un contrat avec les Flyers de Philadelphie en avril 2008.
Il fit ses débuts dans la LNH en 2008-2009. Il y joua 60 parties avec les Flyers.

## Statistiques
| Saison     | Équipe                    | Ligue      |     | Saison régulière | Saison régulière | Saison régulière | Saison régulière | Saison régulière |   | Séries éliminatoires | Séries éliminatoires | Séries éliminatoires | Séries éliminatoires | Séries éliminatoires |
| Saison     | Équipe                    | Ligue      | PJ  | B                | A                | Pts              | Pun              | PJ               | B | A                    | Pts                  | Pun                  |                      |                      |
| 2002-2003  | Stallions de Kanata       | CJHL       | 46  | 21               | 20               | 41               | -                | -                | - | -                    | -                    | -                    |                      |                      |
| 2003-2004  | Tigers de Princeton       | NCAA       | 29  | 4                | 5                | 9                | 28               | -                | - | -                    | -                    | -                    |                      |                      |
| 2004-2005  | Tigers de Princeton       | NCAA       | 30  | 5                | 2                | 7                | 41               | -                | - | -                    | -                    | -                    |                      |                      |
| 2005-2006  | Tigers de Princeton       | NCAA       | 27  | 6                | 10               | 16               | 48               | -                | - | -                    | -                    | -                    |                      |                      |
| 2006-2007  | Tigers de Princeton       | NCAA       | 34  | 13               | 15               | 28               | 63               | -                | - | -                    | -                    | -                    |                      |                      |
| 2006-2007  | Phantoms de Philadelphie  | LAH        | 11  | 2                | 2                | 4                | 20               | -                | - | -                    | -                    | -                    |                      |                      |
| 2007-2008  | Phantoms de Philadelphie  | LAH        | 76  | 9                | 14               | 23               | 133              | 10               | 1 | 0                    | 1                    | 6                    |                      |                      |
| 2008-2009  | Phantoms de Philadelphie  | LAH        | 8   | 4                | 3                | 7                | 20               | -                | - | -                    | -                    | -                    |                      |                      |
| 2008-2009  | Flyers de Philadelphie    | LNH        | 60  | 6                | 5                | 11               | 35               | 6                | 1 | 2                    | 3                    | 7                    |                      |                      |
| 2009-2010  | Flyers de Philadelphie    | LNH        | 63  | 9                | 6                | 15               | 54               | 23               | 0 | 1                    | 1                    | 6                    |                      |                      |
| 2010-2011  | Flyers de Philadelphie    | LNH        | 81  | 7                | 10               | 17               | 41               | 11               | 0 | 1                    | 1                    | 4                    |                      |                      |
| 2011-2012  | Wild du Minnesota         | LNH        | 82  | 6                | 7                | 13               | 57               | -                | - | -                    | -                    | -                    |                      |                      |
| 2012-2013  | Wild du Minnesota         | LNH        | 8   | 0                | 0                | 0                | 9                | -                | - | -                    | -                    | -                    |                      |                      |
| 2012-2013  | Rangers de New York       | LNH        | 34  | 0                | 0                | 0                | 18               | 3                | 0 | 0                    | 0                    | 0                    |                      |                      |
| 2013-2014  | Rangers de New York       | LNH        | 1   | 0                | 0                | 0                | 0                | -                | - | -                    | -                    | -                    |                      |                      |
| 2013-2014  | Wolf Pack de Hartford     | LAH        | 73  | 13               | 11               | 24               | 106              | -                | - | -                    | -                    | -                    |                      |                      |
| 2014-2015  | Phantoms de Lehigh Valley | LAH        | 43  | 5                | 9                | 14               | 49               | -                | - | -                    | -                    | -                    |                      |                      |
| Totaux LNH | Totaux LNH                | Totaux LNH | 329 | 28               | 28               | 56               | 214              | 43               | 1 | 4                    | 5                    | 17                   |                      |                      |

## Transactions
- 18 avril 2008 : signe un contrat comme agent libre avec les Flyers de Philadelphie.
- 27 juin 2011 : échangé au Wild du Minnesota par les Flyers de Philadelphie en retour d'un choix de 3e tour lors du repêchage de 2013.
- 4 février 2013 : échangé aux Rangers de New York par le Wild avec Nick Palmieri en retour de Michael Rupp[3].